# Le Divorce de mes marrants
Pour plus de détails, voir Fiche technique et Distribution.
Le Divorce de mes marrants est un documentaire musical franco-belge réalisé par Romy Trajman et Anaïs Straumann-Lévy, sorti en 2021. Le film est produit par Panach Company, en coproduction avec Sunset Junction, Kwassa Films et Parallell Cinema.
Il a fait sa première internationale au Festival du film Nuits noires de Tallinn,  a été sélectionné au Festival Millénium et au Festival grolandais (Fifigrot).
Il est diffusé le 22 octobre 2022 sur la chaîne belge RTBF La Trois.
Romy Trajman y écrit, chante et compose les chansons originales du film, avec Alexandre de La Baume, à la production. Le film est sélectionné à l'Atelier "Musique et Cinéma" Sacem du Festival Premiers Plans d'Angers.

## Fiche technique
Sauf indication contraire, les informations mentionnées dans cette section peuvent être confirmées par les bases de données cinématographiques IMDb et Allociné,  présentes dans la section « Liens externes ».
- Réalisation : Romy Trajman et Anaïs Straumann-Lévy
- Musique : Romy Trajman et Alexandre de La Baume
- Pays de production :  France et  Belgique
- Genre : documentaire musical
- Format : couleur - 16/9
- Durée : 83 minutes
- Dates de sortie :
  - France : 24 septembre 2021 (Festival du film grolandais) ; 22 juin 2022 (sortie nationale)

## Distribution
Sauf indication contraire, les informations mentionnées dans cette section peuvent être confirmées par les bases de données cinématographiques IMDb et Allociné,  présentes dans la section « Liens externes ».
- Romy Trajman : elle-même
- Marielle Sade : elle-même, mère de Romy
- Gary Trajman : lui-même, frère de Romy
- Paul Trajman : lui-même, père de Romy
- Jakob Trajman : lui-même
- Anaïs Straumann-Lévy : elle-même
- Boris Bergman : le rabbin magicien

## Accueil critique
Pour Jacques Mandelbaum, de la rubrique « Culture » du Monde, le film est « une quête existentielle pop et musicale; Romy, jeune femme pleine de charme, étonnement enjoué et pimpante, cogne à la porte des secrets ». Pour Giulia Foïs, chez France Inter, le film porte « une parole intime, éminemment politique ».
Dans Télérama, Mathilde Blottière décrit le film comme « une introspection familiale en musique, un documentaire musical chanté… bref un drôle d’objet à la fantaisie non formatée qui finit par charmer ». Pour Thierry Chèze, du magazine Première, « on finit régulièrement par se sentir de trop dans cette enquête et ces échanges. (...) Cela n’enlève rien à l’originalité et à la sincérité du projet mais crée une distance dommageable ».
Le film est cité dans les films belges à ne surtout pas manquer durant le festival Millenium par Élodie Métral pour Paris Match.
Pour Elli Mastorou de la rubrique « Les Grenades » de la RTBF, « le film pose un (double) regard féminin et féministe sur les traumas et silences familiaux ». Anne Schiffmann, pour la RTBF La Trois, qualifie le film de « documentaire musical hors du commun », estimant que Romy Trajman y est « aussi charismatique que cash » et que le film « nous intrigue, nous touche, nous charme, et (...) ne nous laisse en tout cas pas indifférent ! »
Dans SensCritique, Anne Schneider écrit qu'il s'agit d'« un film ovni, radicalement singulier, qui achève de démontrer qu’on ne se construit ni ne se sauve seul ».